# 世业洲

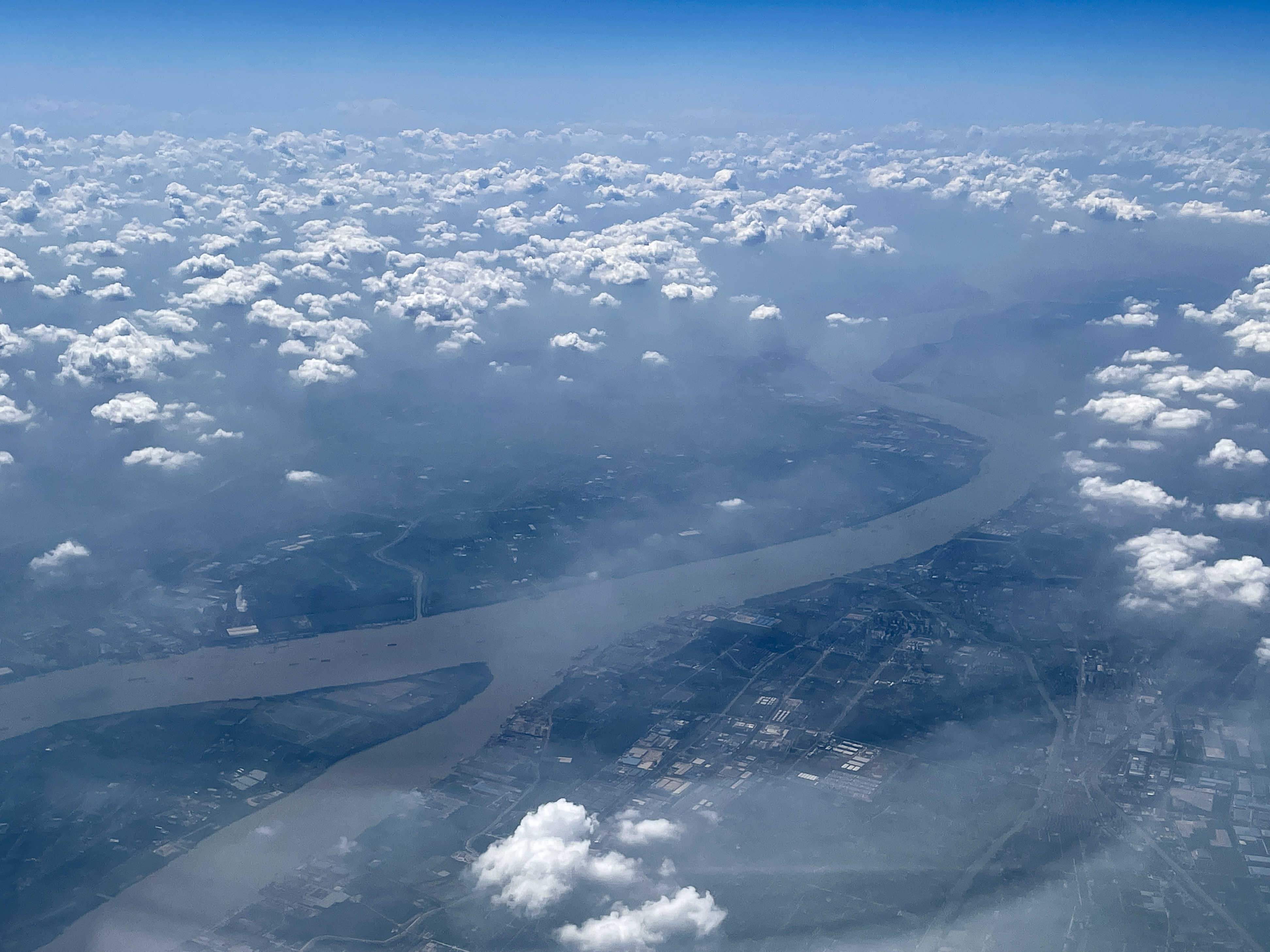
世业洲航拍

世业洲是中国江苏省镇江市和扬州市之间的长江中的一个岛屿，属镇江市丹徒区世业镇管辖，面积约为44平方公里，人口约1.4万，是一座长江下游的沙洲型平原岛屿，也是长江内的第六大岛，仅次于崇明区三岛、扬中岛和八卦洲。